# Adorazione della Croce con i santi Costantino, Elena e Silvestro
L'Adorazione della Croce con i santi Costantino, Elena e Silvestro è un dipinto ad affresco attribuito a Paolo da Caylina il Giovane, databile al 1514 e conservato nella chiesa di Santa Croce a Brescia, al secondo altare sinistro. Esso commemora l'invenzione della Santa Croce, cioè il ritrovamento delle reliquie della Passione da parte di Sant'Elena, madre dell'imperatore Costantino I.

## Storia
Nei registri del monastero, alla data 8 aprile 1513, è annotato:
(Archivio di Stato di Brescia, fondo di religione, registro 31, foglio 19 v.)
A conferma della diligenza delle monache nel corrispondere alle ultime volontà di Girolamo Ceruti Ganassoni, interviene questa nota di Bernardino Faino nella sua guida della città:
(Bernardino Faino, Catalogo Delle Chiese riverite in Brescia..., p. 110)
Il Faino lascia interrotta la frase, ma per la pala della cappella dà il nome di Antonio Gandino. Dato che il Faino raccoglie le informazioni per la sua guida dal 1630 al 1669, evidentemente il lavoro del Gandino doveva aver coperto l'affresco originario, il quale tra l'altro doveva essere accompagnato a un intero ciclo di affreschi laterali, come indicato dal Faino.
L'affresco viene riscoperto solamente nel 1985 sotto l'intonaco che copriva il fondo dell'altare e, in seguito, restaurato. Il dipinto, che non fu staccato e si trova pertanto ancora affisso al muro, costituisce attualmente la pala dell'altare, in una fortunata coincidenza dove l'impalcatura barocca, installata successivamente ignorando la presenza dell'affresco, incornicia quest'ultimo quasi perfettamente.

## Descrizione
L'affresco raffigura, da sinistra a destra, san Silvestro, il papa sotto il cui pontificato fu rinvenuta la Vera croce, sant'Elena Imperatrice, che si recò a Gerusalemme per cercare le reliquie della passione e suo figlio, l'imperatore Costantino I. 
San Silvestro, identificato convenzionalmente dalla tiara papale (ancor più anacronisticamente rappresentata come "triregno"), indica la croce come per autenticare le reliquie rinvenute da Elena, La santa è abbracciata alla croce per ricordare l'amore che la spinse a cercarne le reliquie, mentre l'imperatore Costantino, chiaramente identificato dalla corona imperiale, ha anch'esso lo sguardo rivolto verso la croce, in atteggiamento di preghiera. La presenza di Costantino su una pala d'altare è anomala perché Costantino è riconosciuto santo solo dalla chiesa ortodossa.
Sullo sfondo monocromo si stagliano due alberelli alti e sottili, le cui fronde si nascondono dietro al braccio trasversale del crocifisso. I due alberelli, tenendo presente anche la loro posizione nel quadro, alludono forse alla presenza sul calvario di altre due croci (anch'esse rinvenute da Sant'Elena), che secondo la leggenda furono miracolosamente riconosciute e distinte dalla Vera Croce. Sul margine superiore si intravede, tagliata e frammentaria, un'altra cornice forse dipinta a imitazione del legno, il cui ruolo nel più ampio ciclo di affreschi, segnalato dal Faino e oggi perduto, è ignoto.

## Stile
L'attribuzione a Paolo da Caylina il Giovane non è confermata, poiché nella chiesa lavorò estesamente soprattutto Paolo Zoppo, stilisticamente affine, il quale dipinse affreschi in controfacciata, nel presbiterio e nella cappella di San Giovanni, opposta a quella di Sant'Elena.
Diverse, però, sono le affinità tra questo dipinto e opere note del Caylina: la figura di Costantino è quasi ricalcata su un personaggio affrescato nella cappella di San Barbaba nel chiostro della chiesa di San Pietro in Oliveto, opera del Caylina, e una seconda figura analoga la si trova nel presbiterio della chiesa della Santissima Trinità di Gussago, anch'essa attribuita al Caylina. Una terza figura, nuovamente affine al Costantino dell'affresco di Santa Croce, si trova nella ex chiesa parrocchiale di Botticino Sera, i cui affreschi, alla fine del Novecento, sono stati accertati di mano di Paolo da Caylina il Giovane.